# Damaeus kamaensis
Damaeus kamaensis är en kvalsterart som först beskrevs av Sellnick 1925.  Damaeus kamaensis ingår i släktet Damaeus och familjen Damaeidae. Inga underarter finns listade i Catalogue of Life.